# Alliance progressiste des socialistes et démocrates au Parlement européen
L'Alliance progressiste des socialistes et démocrates au Parlement européen (S&D) est un groupe politique du Parlement européen annoncé le 12 juin 2009, après les élections européennes de 2009 par Poul Nyrup Rasmussen, le président du Parti socialiste européen (PSE). Il résulte de la volonté d'intégrer le Parti démocrate italien au sein du groupe du PSE et d'éviter ainsi son éparpillement entre deux groupes comme pendant la législature 2004-2009, durant laquelle les élus de l'Olivier faisaient partie soit de l'ADLE pour les anciens députés de la Marguerite, soit du groupe PSE pour les anciens membres des Démocrates de gauche et des Socialistes démocrates italiens. Il fait suite au groupe socialiste fondé en 1953 puis au groupe du Parti socialiste européen fondé en 1992. Depuis juillet 2019, il est présidé par Iratxe García.

## Historique

Logo de l'ancien groupe du Parti socialiste européen au Parlement européen.

L'Alliance progressiste des socialistes et démocrates au Parlement européen est le groupe qui succède à l'ancien groupe du Parti socialiste européen (abrégé en PSE) du Parlement européen qui rassemblait les différents élus membres du Parti socialiste européen et apparentés. Le 23 juin 2009, le Parti socialiste européen s'associe au nouveau Parti démocrate italien, rassemblement des hommes politiques issus de la gauche et du centre, et fonde le nouveau groupe.
- Nom officiel : « Groupe de l’Alliance progressiste des socialistes et démocrates au Parlement européen »

Préambule : « Le Groupe de l’Alliance progressiste des Socialistes et Démocrates au Parlement européen rassemble les forces progressistes du Parlement européen qui œuvrent pour une Europe de solidarité, de justice sociale, d’égalité, de développement social et environnemental durable, des droits de l’homme et libertés fondamentales, et de paix. »
- Sont membres du Groupe : Article 1er - Le Groupe : Le Groupe de l’Alliance progressiste des socialistes et démocrates au Parlement européen est constitué conformément aux dispositions de son règlement interne et du Règlement du Parlement européen.
- Article 2 - Appartenance au Groupe :

1. Les députés appartenant à un parti membre du Parti socialiste européen ou au Parti démocrate sont membres de droit du Groupe.
2. Le Groupe, sur proposition du Bureau, se prononce à la majorité des deux tiers des membres, sur les demandes d’adhésion d’autres députés, en tant que membres ou apparentés.

## Partis présents dans le groupe

### 2004-2009
| Pays                          | Parti national                                                     | Nom français                                    | Abréviation | Députés europ. |
| ----------------------------- | ------------------------------------------------------------------ | ----------------------------------------------- | ----------- | -------------- |
| Autriche                      | Sozialdemokratische Partei Österreichs                             | Parti social-démocrate d'Autriche               | SPÖ         | 7              |
| Belgique (Flandres)           | Socialistische Partij Anders                                       |                                                 | SPa         | 3              |
| Belgique (Wallonie)           | Parti Socialiste                                                   | Parti socialiste                                | PS          | 4              |
| Bulgarie                      | Българска социалистическа партия Bălgarska Socialističeska Partija | Parti socialiste bulgare                        | BSP         | 5              |
| Chypre                        | Κίνημα Σοσιαλδημοκρατών Kínima Sosialdimokratón                    | Mouvement pour la démocratie sociale            | EDEK        | 0              |
| Tchéquie                      | Česká strana sociálně demokratická                                 | Parti social-démocrate tchèque                  | ČSSD        | 2              |
| Danemark                      | Socialdemokraterne                                                 | Social-démocratie                               | SD          | 5              |
| Estonie                       | Sotsiaaldemokraatlik Erakond                                       | Parti social-démocrate                          | SDE         | 3              |
| Finlande                      | Suomen Sosialidemokraattinen Puolue                                | Parti social-démocrate de Finlande              | SDP         | 3              |
| France                        | Parti socialiste                                                   | Parti socialiste                                | PS          | 31             |
| Allemagne                     | Sozialdemokratische Partei Deutschlands                            | Parti social-démocrate d'Allemagne              | SPD         | 24             |
| Grèce                         | Πανελλήνιο Σοσιαλιστικό Κίνημα Panellínio Sosialistikó Kínima      | Mouvement socialiste panhellénique              | PASOK       | 8              |
| Hongrie                       | Magyar Szocialista Párt                                            | Parti socialiste hongrois                       | MSZP        | 9              |
| Hongrie                       | Magyarországi Szociáldemokrata Párt                                | Parti social-démocrate de Hongrie               | MSZDP       | 0              |
| Irlande                       | Páirtí an Lucht Oibre The Irish Labour Party                       | Parti travailliste                              | Lab.        | 3              |
| Italie                        | Partito Socialista                                                 | Parti socialiste                                | PSI         | 4              |
| Lettonie                      | Latvijas Sociāldemokrātiskā Strādnieku Partija                     | Parti social-démocrate du travail letton        | LSDSP       | 0              |
| Lituanie                      | Lietuvos Socialdemokratų Partija                                   | Parti social-démocrate lituanien                | LSDP        | 2              |
| Luxembourg                    | Lëtzebuerger Sozialistesch Arbechterpartei                         | Parti ouvrier socialiste luxembourgeois         | LSAP/POSL   | 1              |
| Malte                         | Partit Laburista                                                   | Parti travailliste                              | PL          | 3              |
| Pays-Bas                      | Partij van de Arbeid                                               | Parti travailliste                              | PvdA        | 7              |
| Pologne                       | Sojusz Lewicy Demokratycznej                                       | Alliance de la gauche démocratique              | SLD         | 5              |
| Pologne                       | Unia Pracy                                                         | Union du travail                                | UP          | 0              |
| Portugal                      | Partido Socialista                                                 | Parti socialiste                                | PS          | 12             |
| Roumanie                      | Partidul Social Democrat                                           | Parti social-démocrate (Roumanie)               | PSD         | 10             |
| Slovaquie                     | Smer – sociálna demokracia                                         | Direction - Social-démocratie                   | Smer        | 3              |
| Slovénie                      | Socialni demokrati                                                 | Sociaux-démocrates                              | SD          | 1              |
| Espagne                       | Partido Socialista Obrero Español                                  | Parti socialiste ouvrier espagnol               | PSOE        | 24             |
| Suède                         | Sveriges socialdemokratiska arbetareparti                          | Parti social-démocrate suédois des travailleurs | SAP         | 5              |
| Royaume-Uni (Grande-Bretagne) | Labour Party                                                       | Parti travailliste                              | LP          | 19             |
| Royaume-Uni (Irlande du Nord) | Social Democratic and Labour Party                                 | Parti social-démocrate et travailliste          | SDLP        | 0              |
| Total                         | Total                                                              | Total                                           | Total       | 203            |

### 7elégislature- 2009-2014
| Pays        | Parti national                                        | Députés europ. |
| ----------- | ----------------------------------------------------- | -------------- |
| Allemagne   | Parti social-démocrate d'Allemagne                    | 23             |
| Autriche    | Parti social-démocrate d'Autriche                     | 5              |
| Belgique    | Parti socialiste                                      | 3              |
| Belgique    | Socialistische Partij Anders                          | 2              |
| Bulgarie    | Parti socialiste bulgare                              | 4              |
| Chypre      | Mouvement pour la démocratie sociale                  | 1              |
| Chypre      | Parti démocrate                                       | 1              |
| Croatie     | Parti social-démocrate de Croatie                     | 5              |
| Danemark    | Sociaux-démocrates                                    | 5              |
| Espagne     | Parti socialiste ouvrier espagnol                     | 23             |
| Estonie     | Parti social-démocrate                                | 1              |
| Finlande    | Parti social-démocrate de Finlande                    | 2              |
| France      | Parti socialiste                                      | 13             |
| Grèce       | Mouvement socialiste panhellénique                    | 8              |
| Hongrie     | Parti socialiste hongrois                             | 4              |
| Irlande     | Parti travailliste                                    | 2              |
| Italie      | Parti démocrate                                       | 23             |
| Lettonie    | Aleksandrs Mirskis                                    | 1              |
| Lituanie    | Parti social-démocrate lituanien                      | 3              |
| Luxembourg  | Parti ouvrier socialiste luxembourgeois               | 1              |
| Malte       | Parti travailliste                                    | 4              |
| Pays-Bas    | Parti travailliste                                    | 3              |
| Pologne     | Alliance de la gauche démocratique - Union du travail | 7              |
| Portugal    | Parti socialiste                                      | 7              |
| Tchéquie    | Parti social-démocrate tchèque                        | 7              |
| Royaume-Uni | Parti travailliste                                    | 13             |
| Roumanie    | Parti social-démocrate                                | 11             |
| Slovaquie   | SMER – social-démocratie                              | 5              |
| Slovénie    | Sociaux-démocrates                                    | 2              |
| Suède       | Parti social-démocrate suédois des travailleurs       | 6              |
| Total       | Total                                                 | 195            |

### 8elégislature- 2014-2019
| Pays        | Parti national                                  | Députés europ. |
| ----------- | ----------------------------------------------- | -------------- |
| Allemagne   | Parti social-démocrate d'Allemagne              | 27             |
| Autriche    | Parti social-démocrate d'Autriche               | 5              |
| Belgique    | Parti socialiste                                | 3              |
| Belgique    | Socialistische Partij Anders                    | 1              |
| Bulgarie    | Parti socialiste bulgare                        | 4              |
| Chypre      | Mouvement pour la démocratie sociale            | 1              |
| Chypre      | Parti démocrate                                 | 1              |
| Croatie     | Parti social-démocrate de Croatie               | 2              |
| Danemark    | Social-démocratie                               | 3              |
| Espagne     | Parti socialiste ouvrier espagnol               | 13             |
| Espagne     | Parti des socialistes de Catalogne              | 1              |
| Estonie     | Parti social-démocrate                          | 1              |
| Finlande    | Parti social-démocrate de Finlande              | 2              |
| France      | Parti socialiste                                | 9              |
| France      | Parti radical de gauche                         | 1              |
| France      | Génération.s                                    | 2              |
| Grèce       | Mouvement socialiste panhellénique              | 2              |
| Grèce       | La Rivière                                      | 2              |
| Hongrie     | Parti socialiste hongrois                       | 2              |
| Hongrie     | Coalition démocratique                          | 2              |
| Irlande     | Indépendant                                     | 1              |
| Italie      | Parti démocrate                                 | 26             |
| Italie      | Article 1er                                     | 3              |
| Italie      | Possibile                                       | 1              |
| Italie      | Gauche italienne                                | 1              |
| Lettonie    | Parti social-démocrate « Harmonie »             | 1              |
| Lituanie    | Parti social-démocrate lituanien                | 2              |
| Luxembourg  | Parti ouvrier socialiste luxembourgeois         | 1              |
| Malte       | Parti travailliste                              | 3              |
| Pays-Bas    | Parti travailliste                              | 3              |
| Pologne     | Alliance de la gauche démocratique              | 3              |
| Pologne     | Union du travail                                | 1              |
| Pologne     | Indépendante                                    | 1              |
| Portugal    | Parti socialiste                                | 8              |
| Tchéquie    | Parti social-démocrate tchèque                  | 4              |
| Royaume-Uni | Parti travailliste                              | 18             |
| Roumanie    | Parti social-démocrate                          | 10             |
| Roumanie    | Union nationale pour le progrès de la Roumanie  | 1              |
| Roumanie    | Parti du pouvoir humaniste                      | 1              |
| Roumanie    | Pro Romania                                     | 1              |
| Roumanie    | Indépendant                                     | 1              |
| Slovaquie   | SMER – social-démocratie                        | 4              |
| Slovénie    | Sociaux-démocrates                              | 1              |
| Suède       | Parti social-démocrate suédois des travailleurs | 5              |
| Suède       | Initiative féministe                            | 1              |
| Total       | Total                                           | 186            |

### 9elégislature- 2019-2024
Dans le contexte du scandale de corruption par le Qatar au Parlement européen qui éclate en décembre 2022, le groupe S&D choisit de suspendre la députée européenne Éva Kaïlí interpellée à Bruxelles par la police belge dans le cadre d'une enquête pour corruption au profit du pays du golfe Persique ainsi que le député Marc Tarabella qui sera inculpé pour « corruption », « blanchiment d’argent » et « appartenance à une organisation criminelle »,.

#### Suspensions de partis membres en 2023
Les partis slovaques SMER et HLAS étant suspendus par la présidence du PSE, cela entraîne la même sanction pour leurs députés. Ceux-ci sont accusés d'adopter des discours pro-russes, en faveur de l'extrême droite après avoir formé un gouvernement de coalition avec le parti SNS, et dénoncés pour leurs prises de positions sur « les migrations, l'État de droit, et la communauté LGBTIQ »,. Ces derniers siègent désormais en non inscrits.

### 10elégislature- 2024-2029
Le groupe S&D obtient 136 sièges pour la dixième législature. Avec 21 députés, le Parti démocrate italien est la première délégation nationale au sein du groupe S&D, détrônant le Parti socialiste ouvrier espagnol.
| Pays             | Parti national                                  | Abréviation | Parti européen | Parti européen | Députés   |
| ---------------- | ----------------------------------------------- | ----------- | -------------- | -------------- | --------- |
| Allemagne        | Parti social-démocrate d'Allemagne              | SPD         |                | PSE            | 14 / 96   |
| Autriche         | Parti social-démocrate d'Autriche               | SPÖ         |                | PSE            | 5 / 20    |
| Belgique         | Parti socialiste                                | PS          |                | PSE            | 2 / 22    |
| Belgique         | Vooruit                                         | V           |                | PSE            | 2 / 22    |
| Bulgarie         | Parti socialiste bulgare                        | BSP         |                | PSE            | 2 / 17    |
| Chypre           | Parti démocrate                                 | DIKO        |                | Aucun          | 1 / 6     |
| Croatie          | Parti social-démocrate de Croatie               | SDP         |                | PSE            | 4 / 12    |
| Danemark         | Social-démocratie                               | S           |                | PSE            | 3 / 15    |
| Espagne          | Parti socialiste ouvrier espagnol               | PSOE        |                | PSE            | 19 / 60   |
| Espagne          | Parti des socialistes de Catalogne              | PSC         |                | PSE            | 1 / 60    |
| Estonie          | Parti social-démocrate                          | SDE         |                | PSE            | 2 / 7     |
| Finlande         | Parti social-démocrate de Finlande              | SDP         |                | PSE            | 2 / 15    |
| France           | Parti socialiste                                | PS          |                | PSE            | 10 / 81   |
| France           | Place publique                                  | PP          |                | Aucun          | 3 / 81    |
| Grèce            | Mouvement socialiste panhellénique              | PASOK       |                | PSE            | 3 / 21    |
| Hongrie          | Coalition démocratique                          | DK          |                | PSE            | 2 / 21    |
| Irlande          | Parti travailliste                              | Lab.        |                | PSE            | 1 / 14    |
| Italie           | Parti démocrate                                 | PD          |                | PSE            | 20 / 76   |
| Italie           | Démocratie solidaire                            | Demo.S      |                | Aucun          | 1 / 76    |
| Lettonie         | Parti social-démocrate « Harmonie »             | S           |                | PSE            | 1 / 9     |
| Lituanie         | Parti social-démocrate lituanien                | LSDP        |                | PSE            | 2 / 11    |
| Luxembourg       | Parti ouvrier socialiste luxembourgeois         | LSAP        |                | PSE            | 1 / 6     |
| Malte            | Parti travailliste                              | PL          |                | PSE            | 3 / 6     |
| Pays-Bas         | Parti travailliste                              | PvdA        |                | PSE            | 4 / 31    |
| Pologne          | Nouvelle Gauche                                 | NL          |                | PSE            | 3 / 53    |
| Portugal         | Parti socialiste                                | PS          |                | PSE            | 8 / 21    |
| Roumanie         | Parti social-démocrate                          | PSD         |                | PSE            | 11 / 33   |
| Slovénie         | Sociaux-démocrates                              | SD          |                | PSE            | 1 / 9     |
| Suède            | Parti social-démocrate suédois des travailleurs | SAP         |                | PSE            | 5 / 21    |
| Union européenne | Total                                           | Total       | Total          | Total          | 136 / 720 |

## Bureau du groupe
Le bureau se compose du président, des vice-présidents et du trésorier.

### Présidents
- De 1953 à 1956 :  Guy Mollet (Section française de l'Internationale ouvrière)
- De 1956 à 1958 :  Hendrik Fayat (Parti socialiste belge)
- De 1958 à 1959 :  Pierre-Olivier Lapie (Section française de l'Internationale ouvrière)
- De 1959 à 1964 :  Willi Birkelbach (Parti social-démocrate d'Allemagne)
- De 1964 à 1967 :  Käte Strobel (Parti social-démocrate d'Allemagne)
- De 1967 à 1974 :  Francis Vals (Section française de l'Internationale ouvrière)
- De 1974 à 1975 :  Georges Spénale (Parti socialiste)
- De 1975 à 1979 :  Ludwig Fellermaier (Parti social-démocrate d'Allemagne)
- Du 17 juin 1979 au 23 juin 1984 :  Ernest Glinne (Parti socialiste)
- Du 24 juin 1984 au 24 juin 1989 :  Rudi Arndt (Parti social-démocrate d'Allemagne)
- Du 25 juin 1989 au 18 juin 1994 :  Jean-Pierre Cot (Parti socialiste français)
- Du 19 juin 1994 au 19 juin 1999 :  Pauline Green (Parti travailliste)
- Du 20 juin 1999 au 19 juin 2004 :  Enrique Barón (Parti socialiste ouvrier espagnol)
- Du 20 juin 2004 au 17 janvier 2012 (Alliance progressiste des socialistes et démocrates au Parlement européen à partir de juin 2009) :  Martin Schulz (Parti social-démocrate d'Allemagne)[19]

| Portrait                        | Identité                          | Nationalité | Période          | Période          | Durée                     | Étiquette | Législature |
| Portrait                        | Identité                          | Nationalité | Début            | Fin              | Durée                     | Étiquette | Législature |
| ------------------------------- | --------------------------------- | ----------- | ---------------- | ---------------- | ------------------------- | --------- | ----------- |
| Martin Schulz, 2014.            | Martin Schulz (né en 1955)        | Allemand    | 12 juin 2009     | 16 janvier 2012  | 2 ans, 7 mois et 4 jours  |           |             |
| Hannes Swoboda, 2 juillet 2013. | Hannes Swoboda (né en 1946)       | Autrichien  | 17 janvier 2012  | 18 juin 2014     | 2 ans, 5 mois et 1 jour   |           |             |
| Martin Schulz, 2014.            | Martin Schulz (né en 1955)        | Allemand    | 18 juin 2014     | 30 juin 2014     | 12 jours                  |           |             |
| Gianni Pittella, 20 mars 2018.  | Gianni Pittella (né en 1958)      | Italien     | 1er juillet 2014 | 20 mars 2018     | 3 ans, 8 mois et 19 jours |           |             |
| Udo Bullmann, 9 décembre 2018.  | Udo Bullmann (né en 1956)         | Allemand    | 20 mars 2018     | 1er juillet 2019 | 1 an, 3 mois et 11 jours  |           |             |
| Iratxe García Pérez, 2024.      | Iratxe García Pérez (née en 1974) | Espagnole   | 1er juillet 2019 | En cours         | 5 ans, 8 mois et 13 jours |           |             |

### Composition

#### 9elégislature
| Fonction        | Nom             | Parti                                           |
| --------------- | --------------- | ----------------------------------------------- |
| Président       | Iratxe García   | Parti socialiste ouvrier espagnol               |
| Vice-présidents | Éric Andrieu    | Parti socialiste                                |
| Vice-présidents | Simona Bonafè   | Parti démocrate                                 |
| Vice-présidents | Biljana Borzan  | Parti social-démocrate de Croatie               |
| Vice-présidents | Ismail Ertug    | SPD                                             |
| Vice-présidents | Heléne Fritzon  | Parti social-démocrate suédois des travailleurs |
| Vice-présidents | Bernd Lange     | SPD                                             |
| Vice-présidents | Rovana Plumb    | Parti social-démocrate                          |
| Trésorier       | Eero Heinäluoma | Parti social-démocrate de Finlande              |

Mouvements : départ de Kati Piri.